# 미원초정로
미원초정로(Miwonchojeong-ro)는 충청북도 청주시 상당구 미원면에서 청주시 청원구 내수읍 초정삼거리 잇는 충청북도의 도로이다.

## 주요 경유지
충청북도
- 청주시 상당구 (미원면) - 청원구 (내수읍)

## 노선
| 이름                     | 접속 노선              | 소재지 | 소재지 | 소재지                        | 비고                 |
| ------------------------ | ---------------------- | ------ | ------ | ----------------------------- | -------------------- |
| (이름없음)               | 국도 제19호선 (단재로) | 청주시 | 상당구 | 미원면                        | 지방도 제511호선구간 |
| 내산교                   |                        | 청주시 | 상당구 | 미원면                        | 지방도 제511호선구간 |
| 내산 교차로 (기암삼거리) | 인경수산로             | 청주시 | 상당구 | 미원면                        |                      |
| 용곡교                   |                        | 청주시 | 상당구 | 미원면                        |                      |
| 용곡삼거리               | 용곡구방로             | 청주시 | 상당구 | 미원면                        | 지방도 제511호선구간 |
| 종암삼거리               | 종암길                 | 청주시 | 상당구 | 미원면                        | 지방도 제511호선구간 |
| 종암교                   |                        | 청주시 | 상당구 | 미원면                        | 지방도 제511호선구간 |
| 대신삼거리               | 호정대신로             | 청주시 | 상당구 | 미원면                        | 지방도 제511호선구간 |
| 이티재                   |                        | 청주시 | 상당구 | 미원면                        | 지방도 제511호선구간 |
|                          | 상당구                 | 청주시 | 내수읍 |                               | 지방도 제511호선구간 |
| (이름없음)               | 상당구                 | 청주시 | 내수읍 | 초정길                        |                      |
| 초정삼거리               | 상당구                 | 청주시 | 내수읍 | 지방도 제540호선 (초정약수로) |                      |

## 주요 건물 및 시설
- 충북에너지고등학교 (미원초정로 27/내산리 218-2)
- 용곡보건진료소 (미원초정로 472/용곡리 363-1)
- 일화초정공장 (미원초정로 1358/초정리 125)